# Wang Chunxin
Wang Chunxin, född 25 november 1997, är en kinesisk roddare.
Wang Chunxin tävlade för Kina vid olympiska sommarspelen 2016 i Rio de Janeiro, där han tillsammans med Sun Man slutade på 11:e plats i lättvikts-dubbelsculler.